# Amor sacro y amor profano
Amor sacro y amor profano (del italiano: Amor sacro e amor profano), también llamado Venus y la doncella, es un lienzo al óleo de Tiziano, pintado alrededor de 1515.
La tela recoge una escena con tres figuras: dos mujeres y un niño alrededor de una fuente de piedra ricamente decorada, situados en un paisaje iluminado por una puesta de sol. Las mujeres, de belleza renacentista, son de similares características, habiéndose pensado en ocasiones que se trata de la misma persona.

## Historia del cuadro
El cuadro fue encargado por Nicolò Aurelio, secretario del Consejo de los Diez de República de Venecia, cuyo escudo de armas aparece en la fuente o sarcófago del centro de la imagen. El encargo coincide con su matrimonio con la joven viuda Laura Bagarotto, por lo que pudo ser un regalo de bodas. 
Representa una escena con una doncella vestida lujosamente (probablemente de novia) sentada junto a Cupido y siendo asistida por la diosa Venus. Varios detalles sugieren que la mujer es posiblemente una novia: su pelo suelto decorado con una corona de mirto (planta sagrada de Venus), el velo transparente sobre sus hombros, las rosas en su mano derecha, y el cinturón (símbolo de la castidad). La figura vestida sujeta en sus manos una vasija llena de oro y gemas, que simboliza la efímera felicidad de la Tierra y la diosa, desnuda, sostiene una lamparilla con la llama ardiendo de Dios que simboliza la felicidad eterna del Cielo. Es una escena alegórica influida por la concepción neoplatónica renacentista, típica de Marsilio Ficino, según la cual la belleza terrenal es un reflejo de la belleza celestial y su contemplación es un preludio de su consecución ultraterrena.
El título, de carácter moralista, no fue dado por el propio Tiziano, sino que fue bautizado de esta manera al menos dos siglos después. En el catálogo Borghese ha tenido diferentes nombres: Belleza sin ornamento y belleza ornamentada (1613), Tres amores (1650), Mujer divina y profana (1700), y, finalmente, Amor sacro y amor profano (1792 y 1833). La primera mención de la obra con el nombre Amor profano y amor divino se produce en el inventario de 1693, aunque los críticos contemporáneos desacreditan la teoría de que se tratan de las personificaciones de los conceptos neoplatónicos de Amor sacro y Amor profano. 
La obra fue comprada en 1608 por el mecenas del arte Scipione Borghese, debido a lo cual actualmente se exhibe junto a otras piezas de la Colección Borghese en la Galería Borghese en Roma. En 1899, el magnate financiero Nathaniel Anselm von Rothschild realizó una oferta de compra del lienzo por 4 millones de liras, que fue rechazada; la suma es formidable, si se tiene en cuenta que apenas tres años después toda la colección y su sede fueron vendidos al Estado italiano por 3,6 millones.
En 1995 esta pintura fue restaurada, y durante este proceso se reveló que el manto blanco de la figura semidesnuda era originalmente de color rojo.

## Interpretación de la escena

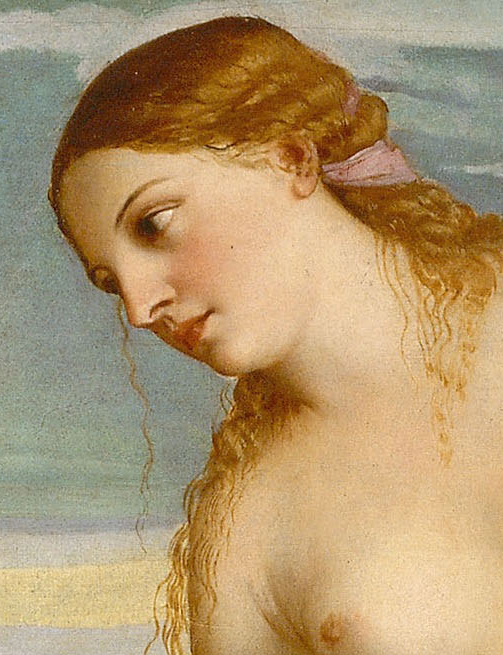
Detalle de la cabeza de Venus en Amor sacro y amor profano de Tiziano.

Sin duda, la interpretación tradicional de los historiadores, encabezada por Erwin Panofsky, hace referencia a una escena fundamentada en los conceptos del neoplatonismo renacentista de amor humano (Venus Vulgaris) en contraposición del amor divino (Venus Caelestis). Este contraste entre lo terrenal y lo sublime ha sido enfatizado por la calidad moralista del paisaje de fondo. En el lado izquierdo de la obra pictórica yace una ciudad fortificada y dos liebres, muestra la influencia de Giorgione, y en el lado derecho se incorpora al paisaje una iglesia, una liebre perseguida por un perro, y una pareja en el césped en estado de coquetería. Sin embargo, existen otras teorías sobre el significado del lienzo. 
El historiador del arte alemán Walter Friedländer indicó las similitudes con la obra de Francesco Colonna titulada El Sueño de Polífilo y propone que las dos figuras femeninas representan a Polia y Venus, los dos personajes femeninos del conocido romance de 1499. Sugiere este estudioso que fue el erudito Pietro Bembo quien ideó esta escena alegórica. En 1895, el crítico Wickloff indicó que Amor sacro y amor profano está inspirado en la Argonáutica de Valerio Flaco y plasma la escena en la que Venus persuade a Medea. Gerseffeld, por su parte, opinó que podría tratarse de un retrato de Violante, la hija de Palma el Viejo y amante de Tiziano, caracterizada como la diosa romana.